# Gilles E. Néron

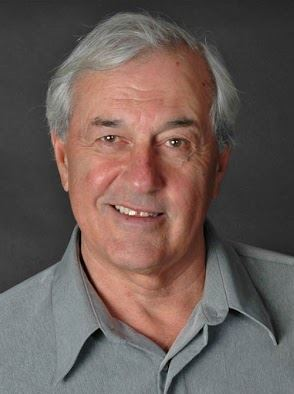
Gilles E Néron

Gilles E. (Édouard) Néron est un ancien éducateur physique à l'Université de Montréal et conseiller en communication.  Il est président de la Régie de la sécurité dans les sports du Québec de 1980 à 1985. La Cour suprême du Canada lui donne raison en 2004 dans une cause en diffamation contre Radio-Canada et la Chambre des notaires du Québec, connue comme l'Affaire Néron . Cette cause eut un grand retentissement et est devenue une référence en matière de droit des médias.  

## Rapport Néron sur la violence dans le hockey sur glace
À une époque où la violence régnait dans le hockey, où les bagarres générales étaient monnaie courante, autant dans la Ligue nationale de hockey (LNH) que dans les ligues juniors, il met sur pied un Comité d'étude sur la violence au hockey au Québec.  De 1974 à 1977, il dirige bénévolement le comité et dépose en 1978 un rapport sur la violence dans le hockey sur glace, connu sous le nom du Rapport Néron, dans lequel il émet une série de recommandations visant à rendre la pratique du hockey plus sécuritaire  ,,.  De 1978 à 1980 il travaille à la rédaction de la loi québécoise sur la sécurité dans les sports, en collaboration avec des juristes et des administrateurs. 

## Régie de la sécurité dans les sports (RSSQ)
En 1980, il devient président directeur général de la Régie de la sécurité dans les sports du Québec (RSSQ) , créé en 1979 par la loi 78, promulguée par le gouvernement du Québec à l'instigation de Lucien Lessard, alors ministre des Sports et Loisirs .  Gilles Néron occupe ce poste jusqu'en 1985.     
À la suite du décès du Montréalais Cleveland Denny lors de son combat face à Gaétan Hart au Stade olympique le 20 juin 1980, il dépose un rapport sur la boxe professionnelle le 14 mai 1981.  À défaut d'éliminer les risques associés à ce sport en l'interdisant, il émet plusieurs recommandations qui visent à encadrer la boxe et la rendre plus sécuritaire.  Parmi ces recommandations figurent notamment la création d’un carnet du boxeur, la réglementation de l’obtention des permis, un meilleur suivi médical et la création d’une fédération de boxe professionnelle (FBPQ) .    
La RSSQ est démantelée en 1985, officiellement pour des raisons économiques, mais possiblement aussi parce qu'"elle dérangeait trop de monde".  
Les recommandations formulées par la Régie sur la sécurité dans les sports ont résulté en une réglementation québécoise qui est assez sévère, sans mettre en péril la pratique de la boxe. Par exemple, au Québec, les entraîneurs peuvent prendre quarante verges de bandage pour entourer les mains de leur athlète, ce qui les protège mieux, alors que l’Ontario limite le tissu à 10 verges.  Les boxeurs qui combattent au Québec reçoivent aussi, généralement, une part plus importante des revenus du sport que dans d'autres juridictions.

## L'après-RSSQ
De 1986 à 1992, il est élu à la présidence de la Commission canadienne pour le Fair-play, organisation mise sur pied par le gouvernement fédéral du Canada, au sein de laquelle il œuvre bénévolement.  Il rédige un document de réflexion et conseille le gouvernement canadien pour la mise en place d'un organisme en éthique du sport et sur l'éducation des sportifs et des administrateurs en sport au niveau pan-canadien.  
Parallèlement à ses mandats touchant la sécurité dans les sports, il possède sa propre boîte de communication, Gilles E. Néron (GEN) Communications Marketing et œuvre comme consultant en communications (ou relationniste) pour divers clients.  

## L'Affaire Néron
L'affaire Néron concerne la diffusion en 1995 d'un reportage à l'émission d'affaires publiques Le Point, sur les ondes de la Société Radio-Canada (SRC). Ce reportage traite des délais de traitement des plaintes disciplinaires portées contre des notaires et des demandes d’indemnisation adressées au Fonds d’indemnisation de la Chambre des notaires du Québec (CNQ) .   
Il agit alors comme consultant en communications pour la CNQ, qui l'a mandaté pour demander un droit de réplique à la SRC et rétablir les faits .  Ayant noté certaines inexactitudes dans le reportage, mais incapable de communiquer par téléphone avec la journaliste de la SRC, qui ne retourne pas ses appel, il envoie une lettre manuscrite pour solliciter un entretien avec la réalisatrice de l’émission . Il y déplore l’effet préjudiciable que le reportage a eu sur la CNQ.      
La journaliste avise Gilles Néron que sa propre lettre contient deux informations erronées .  Il demande alors trois jours pour vérifier les informations en cause.  Un second reportage fut toutefois diffusé avant même qu'il n'ait eu la chance de le faire .  Ce reportage insiste lourdement sur les affirmations erronées, fournies à Gilles Néron par la CNQ, mais passe toutefois sous silence les autres aspects, véridiques, de sa lettre, qui corrigeaient des faits rapportés dans le premier reportage.     
À la suite de ce deuxième reportage, la CNQ émet un communiqué où elle se dissocie de la lettre de Gilles Néron et met fin à sa relation professionnelle avec lui.  Le communiqué est envoyé aux membres de la CNQ et aux autres ordres professionnels du Québec.   Le reportage de la SRC et le communiqué de la CNQ ont un effet dévastateur sur la carrière de conseiller en communications de Gilles Néron, qui perd tous ses clients.     
Il porte plainte à l'ombudsman de la SRC, qui relève du président de l'organisme, et dont le mandat est d'étudier les plaintes du public. Après l'analyse du cas, l'ombudsman a conclu à des manquements éthiques, mais a indiqué que «les journalistes n'avaient enfreint aucune règle» .    
Gilles Néron poursuit alors la SRC et la CNQ pour diffamation .  Il allégue que le comportement de la télévision publique avait eu pour conséquence de détruire sa réputation .  La Cour supérieure du Québec, puis la Cour d'appel lui donnent raison et condamnent les deux organismes à lui verser des dommages et intérêts en compensation pour les torts causés par la diffusion du reportage diffamatoire.  Les juges reprochent notamment à Radio-Canada de ne pas avoir traité des autres points, véridiques, soulevés dans la lettre de Gilles Néron. Bien que le reportage ait rapporté des faits qui se sont avérés, il n'était pas équitable et, donc, était non conforme à la pratique professionnelle, selon la Cour.   
La SRC conteste le jugement jusqu'en Cour suprême, qui donne raison à Gille Néron et confirme en 2004, par six voix contre une, les jugements de la Cour supérieure et de la Cour d'appel.  La Cour suprême a statué que le reportage en cause était «trompeur», «boiteux» et «sélectif» .   La SRC a dû payer 700 000 $, soit sa part d'une amende totale de près de 1.8M$ partagée avec la Chambre des notaires du Québec (CNQ), qui était aussi visé par la poursuite initiale, mais qui n'a pas contesté le verdict de culpabilité de la Cour d'appel . 
L'affaire Néron ramène sur le devant de la scène la « déontologie journalistique » et aura des conséquences sur la pratique journalistique.   Selon le juge en chef de la Cour d'appel du Québec, Michel Robert, le jugement Néron introduit un concept de comparaison servant à déterminer s'il y a eu faute de la part du journaliste ou du média. « On compare la conduite des journalistes en cause avec celle de journalistes “raisonnables” » .  Pour l'ombudsman de Radio-Canada, Renaud Gilbert, la Cour envoie comme principal message aux médias qu'ils ne peuvent mettre en cause la réputation d'une personne sans motif légitime. Son point de vue doit aussi être exposé, sinon ils s'exposent à des conséquences. 
Le jugement est considéré comme très important dans le milieu des médias, autant pour l'ampleur de la compensation accordée que parce qu'il touche l'épineuse question de la liberté d'expression. 